# Football Club Internazionale Milano 1992-1993
Questa voce raccoglie le informazioni riguardanti il Football Club Internazionale Milano nelle competizioni ufficiali della stagione 1992-1993.

## Stagione

L'allenatore Bagnoli compì in nerazzurro l'ultimo atto della propria carriera da tecnico.

Priva di impegni europei per la stagione 1992-93 in seguito all'ottavo posto con cui si era chiuso il campionato precedente, l'Inter chiamò a sedere in panchina il «mago della Bovisa» Osvaldo Bagnoli: smantellata in un sol colpo del trio tedesco, la rosa accoglieva per pochi mesi un altro teutonico quale Matthias Sammer.
Malgrado un comunque apprezzabile contributo alla causa – tra cui una rete alla Juventus nell'incontro vinto il 25 ottobre 1992 – il centrocampista lasciò spazio a Manicone già in autunno, con l'ex foggiano rilevatosi una pedina importante in corso d'opera: «gloria realizzativa» nel summenzionato derby d'Italia anche per i neoacquisti Shalimov (unico sovietico nella storia del club) e Rubén Sosa, vera punta di diamante dell'organico.
Nettamente inferiore alle attese in loro riposte il passaggio di attaccanti quali Schillaci e Darko Pančev, quest'ultimo smarritosi a discapito di un promettente inizio: pochi acuti anche per l'ex juventino De Agostini, un cui gol valeva però il pareggio nella stracittadina del 22 novembre 1992 (decisiva la complicità del portiere rossonero Antonioli) con Mirko Taccola esordiente in Serie A nell'occasione.

Il neoacquisto Salvatore Schillaci, protagonista di una stagione inferiore alle attese

Reagendo all'improvviso black out di Ancona – col magiaro Détári autentico mattatore nella «prima» del nuovo impianto dorico – i milanesi chiudevano in seconda posizione il girone d'andata, avendo fin lì cumulato 8 punti di ritardo dalla concittadina capolista: una rivalità ripropostasi anche in Coppa Italia, col passaggio del turno guadagnato dagli uomini di Fabio Capello per le prodezze di Papin e Gullit. Lo stesso olandese, in coincidenza del sabato pasquale, avrebbe frantumato definitivamente le speranze di riaprire il torneo: un appuntamento questo cui i nerazzurri si presentavano col morale risollevato dal blitz di Torino del 21 marzo 1993 (con reti dei succitati uruguaiano e russo), vittoria assente nello specifico dal 1º maggio 1983 e in campionato da 6 giornate.
Il 10 aprile 1993 San Siro ospitò un derby le cui contendenti risultavano separate da 7 lunghezze in classifica, col punteggio sbloccato da Berti: durante la seconda frazione Orlando fu richiamato in panchina al posto di Taccola, una cui errata applicazione del fuorigioco permise all'avversario di battere Zenga. Pur avvicinandosi a −4 nelle domeniche seguenti, la Beneamata inciampò fatalmente a Parma nella penultima gara: di tale sconfitta – prima battuta d'arresto dopo un filotto di 19 risultati utili consecutivi – beneficiò l'opponente, laureandosi campione d'Italia al Meazza.
Bergomi e soci terminarono sul secondo gradino del podio a quota 46, col curioso primato di non vedersi comminare alcun calcio di rigore a proprio carico.

## Divise e sponsor
Lo sponsor tecnico per la stagione 1992-1993 fu Umbro, mentre lo sponsor ufficiale fu Fiorucci.
| Casa | Trasferta | Terza divisa |

## Organigramma societario
Area direttiva
- Presidente: Ernesto Pellegrini
- Vicepresidente: Giuseppe Prisco, Giulio Abbiezzi e Angelo Corridori
- Amministratore delegato e general manager: Piero Boschi
- Team manager: Guido Susini

Area comunicazione
- Capo ufficio stampa: Valberto Miliani

Area tecnica
- Direttore sportivo: Giancarlo Beltrami
- Allenatore: Osvaldo Bagnoli
- Allenatore in seconda: Sergio Maddè
- Allenatore portieri: Luciano Castellini
- Preparatore atletico: Eugenio Fumagalli

Area sanitaria
- Medico sociale: dott. Arturo Guarino
- Massaggiatori: Giancarlo Della Casa e Massimo Della Casa

## Rosa
Di seguito la rosa.
| N. |                   | Ruolo | Calciatore                  |
| -- | ----------------- | ----- | --------------------------- |
|    | Italia (bandiera) | P     | Beniamino Abate             |
|    | Italia (bandiera) | P     | Walter Zenga                |
|    | Italia (bandiera) | D     | Sergio Battistini           |
|    | Italia (bandiera) | D     | Giuseppe Bergomi (capitano) |
|    | Italia (bandiera) | D     | Luigi De Agostini           |
|    | Italia (bandiera) | D     | Riccardo Ferri              |
|    | Italia (bandiera) | D     | Marcello Montanari          |
|    | Italia (bandiera) | D     | Antonio Paganin             |
|    | Italia (bandiera) | D     | Stefano Rossini             |
|    | Italia (bandiera) | D     | Mirko Taccola               |
|    | Italia (bandiera) | D     | Paolo Tramezzani            |
|    | Italia (bandiera) | C     | Nicola Berti                |

| N. |                               | Ruolo | Calciatore          |
| -- | ----------------------------- | ----- | ------------------- |
|    | Italia (bandiera)             | C     | Alessandro Bianchi  |
|    | Italia (bandiera)             | C     | Stefano Desideri    |
|    | Italia (bandiera)             | C     | Davide Fontolan     |
|    | Italia (bandiera)             | C     | Antonio Manicone    |
|    | Italia (bandiera)             | C     | Angelo Orlando      |
|    | Italia (bandiera)             | C     | Stefano Ricci       |
|    | Germania (bandiera)           | C     | Matthias Sammer     |
|    | Russia (bandiera)             | C     | Igor' Šalimov       |
|    | Macedonia del Nord (bandiera) | A     | Darko Pančev        |
|    | Italia (bandiera)             | A     | Salvatore Schillaci |
|    | Uruguay (bandiera)            | A     | Rubén Sosa          |
|    | Italia (bandiera)             | A     | Alessandro Montalto |

## Calciomercato

### Sessione estiva(dall'1/7 al 31/8)
| Acquisti | Acquisti                 | Acquisti     | Acquisti                     |
| R.       | Nome                     | da           | Modalità                     |
| -------- | ------------------------ | ------------ | ---------------------------- |
| D        | Luigi De Agostini        | Juventus     | definitivo (2 miliardi ₤)    |
| D        | Stefano Rossini          | Udinese      | fine prestito                |
| D        | Massimiliano Tacchinardi | Messina      | fine prestito                |
| C        | Pierluigi Di Già         | Bologna      | fine prestito                |
| C        | Giuseppe Marino          | Taranto      | fine prestito                |
| C        | Matthias Sammer          | Stoccarda    | fine prestito (9 miliardi ₤) |
| C        | Igor Shalimov            | Foggia       | definitivo (17,4 miliardi ₤) |
| A        | Darko Pančev             | Stella Rossa | definitivo (14 miliardi ₤)   |
| A        | Salvatore Schillaci      | Juventus     | definitivo (8,5 miliardi ₤)  |
| A        | Rubén Sosa               | Lazio        | definitivo (2,5 miliardi ₤)  |

| Cessioni | Cessioni                 | Cessioni       | Cessioni                   |
| R.       | Nome                     | a              | Modalità                   |
| -------- | ------------------------ | -------------- | -------------------------- |
| D        | Andreas Brehme           | Real Saragozza | definitivo                 |
| D        | Giuseppe Baresi          | Modena         | definitivo                 |
| D        | Massimiliano Tacchinardi | Pro Sesto      | prestito                   |
| C        | Dino Baggio              | Juventus       | fine prestito              |
| C        | Pierluigi Di Già         | Venezia        | prestito                   |
| C        | Lothar Matthäus          | Bayern Monaco  | definitivo (3 miliardi ₤)  |
| C        | Fausto Pizzi             | Parma          | definitivo                 |
| A        | Jürgen Klinsmann         | Monaco         | definitivo (14 miliardi ₤) |
| A        | Dario Morello            | Reggiana       | compartecipazione          |

### Sessione autunnale
| Acquisti | Acquisti         | Acquisti | Acquisti   |
| R.       | Nome             | da       | Modalità   |
| -------- | ---------------- | -------- | ---------- |
| C        | Antonio Manicone | Udinese  | definitivo |

| Cessioni | Cessioni            | Cessioni          | Cessioni                    |
| R.       | Nome                | a                 | Modalità                    |
| -------- | ------------------- | ----------------- | --------------------------- |
| D        | Marcello Montanari  | Bari              | compartecipazione           |
| C        | Matthias Sammer     | Borussia Dortmund | definitivo (9,5 miliardi ₤) |
| C        | Stefano Desideri    | Udinese           | definitivo                  |
| C        | Giuseppe Marino     | Taranto           | definitivo                  |
| A        | Alessandro Montalto | Palazzolo         | definitivo                  |

## Risultati

### Serie A

#### Girone di andata
| Arbitro: | Beschin (Legnago) |

|                        |           |                      |
| Balbo 70’ Rossitto 86’ | Marcatori | 76’ (rig.) Schillaci |

| Arbitro: | Felicani (Bologna) |

|                                        |           |              |
| A. Bianchi 7’ Bergomi 17’ Shalimov 90’ | Marcatori | 53’ Oliveira |

| Arbitro: | Stafoggia (Pesaro) |

|             |           |                          |
| Fonseca 84’ | Marcatori | 54’ Sammer 57’ Schillaci |

| Arbitro: | Pairetto (Nichelino) |

|                             |           |                    |
| Shalimov 80’ Battistini 87’ | Marcatori | 51’, 84’ Batistuta |

| Arbitro: | Fabricatore (Roma) |

|                 |           |  |
| Sosa 78’ (rig.) | Marcatori |  |

| Arbitro: | Pairetto (Nichelino) |

|                                                          |           |            |
| S. Benedetti 40’ Hassler 46’ Giannini 51’ Rizzitelli 65’ | Marcatori | 43’ Sammer |

| Arbitro: | Amendolia (Messina) |

|                                  |           |            |
| Sosa 39’ Sammer 45’ Shalimov 79’ | Marcatori | 85’ Möller |

| Arbitro: | Luci (Firenze) |

|             |           |                                                     |
| Massara 57’ | Marcatori | 51’ Shalimov 76’ Battistini 80’ Desideri 90’ Sammer |

| Milano 8 novembre 1992, ore 15:00 CEST 9ª giornata | Inter              | 0 – 0 referto | Sampdoria | Stadio Giuseppe Meazza\| Arbitro: \| Sguizzato (Verona) \| |
| Arbitro:                                           | Sguizzato (Verona) |               |           |                                                            |

| Arbitro: | Pezzella (Frattamaggiore) |

|             |           |                    |
| Lentini 40’ | Marcatori | 69’ L. De Agostini |

| Arbitro: | Rodomonti (Teramo) |

|                          |           |            |
| Berti 23’ Battistini 90’ | Marcatori | 33’ Giunta |

| Arbitro: | Bettin (Padova) |

|                          |           |  |
| Détári 20’, 75’ Lupo 83’ | Marcatori |  |

| Arbitro: | Cesari (Genova) |

|                                  |           |                 |
| Fuser 60’ Winter 73’ Signori 84’ | Marcatori | 76’ D. Fontolan |

| Arbitro: | Mughetti (Cesena) |

|                                                  |           |  |
| Battistini 5’ Sosa 49’ R. Ferri 64’ Shalimov 83’ | Marcatori |  |

| Arbitro: | Trentalange (Torino) |

|               |           |                            |
| Di Biagio 82’ | Marcatori | 22’, 73’ Shalimov 70’ Sosa |

| Arbitro: | Cinciripini (Ascoli Piceno) |

|                    |           |              |
| Sosa 60’ Berti 72’ | Marcatori | 21’ A. Melli |

| Arbitro: | Pezzella (Frattamaggiore) |

|                       |           |                                 |
| A. Paganin 67’ (aut.) | Marcatori | 61’ (rig.) Sosa 62’ D. Fontolan |

#### Girone di ritorno
| Arbitro: | Collina (Viareggio) |

|                    |           |                        |
| Pancev 6’ Sosa 38’ | Marcatori | 65’ Desideri 84’ Balbo |

| Cagliari 7 febbraio 1993, ore 15:00 CET 19ª giornata | Cagliari           | 0 – 0 referto | Inter | Stadio Sant'Elia\| Arbitro: \| Sguizzato (Verona) \| |
| Arbitro:                                             | Sguizzato (Verona) |               |       |                                                      |

| Milano 14 febbraio 1993, ore 15:00 CET 20ª giornata | Inter                | 0 – 0 referto | Napoli | Stadio Giuseppe Meazza\| Arbitro: \| Trentalange (Torino) \| |
| Arbitro:                                            | Trentalange (Torino) |               |        |                                                              |

| Arbitro: | Baldas (Trieste) |

|                                    |           |               |
| Batistuta 7’ A. Paganin 90’ (aut.) | Marcatori | 13’, 70’ Sosa |

| Arbitro: | Beschin (Legnago) |

|                    |           |              |
| Bergomi 66’ (aut.) | Marcatori | 70’ Manicone |

| Arbitro: | Ceccarini (Livorno) |

|                |           |              |
| Battistini 45’ | Marcatori | 66’ Caniggia |

| Arbitro: | Collina (Viareggio) |

|  |           |                       |
|  | Marcatori | 16’ Sosa 20’ Shalimov |

| Arbitro: | Braschi (Prato) |

|               |           |  |
| Sosa 31’, 79’ | Marcatori |  |

| Arbitro: | Mughetti (Cesena) |

|             |           |                             |
| Jugovic 75’ | Marcatori | 2’, 21’ Schillaci 68’ Berti |

| Arbitro: | Pairetto (Nichelino) |

|           |           |            |
| Berti 44’ | Marcatori | 83’ Gullit |

| Arbitro: | Ceccarini (Livorno) |

|           |           |                             |
| Sabău 53’ | Marcatori | 56’, 61’ Sosa 81’ Schillaci |

| Arbitro: | Quartuccio (Torre Annunziata) |

|                          |           |  |
| Bergomi 9’ Sosa 27’, 55’ | Marcatori |  |

| Arbitro: | Cesari (Genova) |

|                               |           |  |
| Bacci 2’ (aut.) Schillaci 82’ | Marcatori |  |

| Arbitro: | Pairetto (Nichelino) |

|             |           |          |
| Panucci 27’ | Marcatori | 53’ Sosa |

| Arbitro: | Brignoccoli (Ancona) |

|          |           |         |
| Sosa 27’ | Marcatori | 88’ Roy |

| Arbitro: | Cinciripini (Ascoli Piceno) |

|                         |           |  |
| A. Melli 17’ Cuoghi 82’ | Marcatori |  |

| Arbitro: | Nicchi (Arezzo) |

|                            |           |  |
| Sosa 49’, 61’ Shalimov 51’ | Marcatori |  |

### Coppa Italia
| Arbitro: | Cinciripini (Ascoli Piceno) |

|                                        |           |                               |
| Sgarbossa 10’ Pacione 45’ De Falco 90’ | Marcatori | 15’, 23’, 49’ Pančev 30’ Sosa |

| Arbitro: | Bazzoli (Merano) |

|                                          |           |                                      |
| Pančev 6’, 25’ Schillaci 60’ Bianchi 90’ | Marcatori | 34’ Francesconi 68’ (rig.) Sacchetti |

| Foggia 6 ottobre 1992, ore 20:45 CET Ottavi di finale - Andata | Foggia            | 0 – 0 | Inter | Stadio Pino Zaccheria\| Arbitro: \| Mughetti (Cesena) \| |
| Arbitro:                                                       | Mughetti (Cesena) |       |       |                                                          |

| Arbitro: | Pezzella (Frattamaggiore) |

|                       |           |  |
| Sosa 38’ Desideri 49’ | Marcatori |  |

| Milano 27 gennaio 1993, ore 20:45 CET Quarti di finale - Andata | Milan             | 0 – 0 | Inter | Stadio Giuseppe Meazza\| Arbitro: \| Beschin (Legnago) \| |
| Arbitro:                                                        | Beschin (Legnago) |       |       |                                                           |

| Arbitro: | Baldas (Trieste) |

|  |           |                          |
|  | Marcatori | 5’, 12’ Papin 35’ Gullit |

## Statistiche
Statistiche aggiornate al 6 giugno 1993.

### Statistiche di squadra
| Competizione | Punti | In casa | In casa | In casa | In casa | In casa | In casa | In trasferta | In trasferta | In trasferta | In trasferta | In trasferta | In trasferta | Totale | Totale | Totale | Totale | Totale | Totale | DR |
| Competizione | Punti | G       | V       | N       | P       | Gf      | Gs      | G            | V            | N            | P            | Gf           | Gs           | G      | V      | N      | P      | Gf     | Gs     | DR |
| ------------ | ----- | ------- | ------- | ------- | ------- | ------- | ------- | ------------ | ------------ | ------------ | ------------ | ------------ | ------------ | ------ | ------ | ------ | ------ | ------ | ------ | -- |
| Serie A      | 46    | 17      | 10      | 7       | 0       | 32      | 11      | 17           | 7            | 5            | 5            | 27           | 25           | 34     | 17     | 12     | 5      | 59     | 36     | 23 |
| Coppa Italia | -     | 3       | 2       | 0       | 1       | 6       | 5       | 3            | 1            | 2            | 0            | 4            | 3            | 6      | 3      | 2      | 1      | 8      | 8      | 0  |
| Totale       | -     | 20      | 12      | 7       | 1       | 38      | 16      | 20           | 8            | 7            | 5            | 31           | 28           | 40     | 20     | 14     | 6      | 67     | 44     | 23 |

### Statistiche dei giocatori
Sono in corsivo i calciatori che hanno lasciato la società a stagione in corso.
| Giocatore      | Serie A  | Serie A | Serie A     | Serie A    | Coppa Italia | Coppa Italia | Coppa Italia | Coppa Italia | Totale   | Totale | Totale      | Totale     |
| Giocatore      | Presenze | Reti    | Ammonizioni | Espulsioni | Presenze     | Reti         | Ammonizioni  | Espulsioni   | Presenze | Reti   | Ammonizioni | Espulsioni |
| -------------- | -------- | ------- | ----------- | ---------- | ------------ | ------------ | ------------ | ------------ | -------- | ------ | ----------- | ---------- |
| B. Abate       | 7        | -10     | ?           | 0          | 1            | -0           | ?            | 0            | 8        | -10    | ?           | 0          |
| S. Battistini  | 34       | 5       | ?           | 0          | 6            | 0            | ?            | 0            | 40       | 5      | ?           | 0          |
| G. Bergomi     | 31       | 2       | ?           | 1          | 6            | 0            | ?            | 0            | 37       | 2      | ?           | 1          |
| N. Berti       | 32       | 4       | ?           | 1          | 6            | 0            | ?            | 0            | 38       | 4      | ?           | 1          |
| A. Bianchi     | 17       | 1       | ?           | 1          | 5            | 1            | ?            | 0            | 22       | 2      | ?           | 1          |
| L. De Agostini | 31       | 1       | ?           | 1          | 5            | 0            | ?            | 0            | 36       | 1      | ?           | 1          |
| S. Desideri    | 4        | 1       | ?           | 0          | 1            | 1            | ?            | 0            | 5        | 2      | ?           | 0          |
| R. Ferri       | 20       | 1       | ?           | 0          | 6            | 0            | ?            | 0            | 26       | 1      | ?           | 0          |
| D. Fontolan    | 25       | 2       | ?           | 0          | 5            | 0            | ?            | 0            | 30       | 2      | ?           | 0          |
| A. Manicone    | 20       | 1       | ?           | 0          | 2            | 0            | ?            | 0            | 22       | 1      | ?           | 0          |
| M. Montanari   | 1        | 0       | ?           | 0          | 3            | 0            | ?            | 0            | 4        | 0      | ?           | 0          |
| A. Orlando     | 19       | 0       | ?           | 0          | 4            | 0            | ?            | 0            | 23       | 0      | ?           | 0          |
| A. Paganin     | 25       | 0       | ?           | 0          | 2            | 0            | ?            | 0            | 27       | 0      | ?           | 0          |
| D. Pančev      | 12       | 1       | ?           | 0          | 4            | 5            | ?            | 0            | 16       | 6      | ?           | 0          |
| S. Rossini     | 3        | 0       | ?           | 0          | 1            | 0            | ?            | 0            | 4        | 0      | ?           | 0          |
| I. Šalimov     | 32       | 9       | ?           | 0          | 5            | 0            | ?            | 0            | 37       | 9      | ?           | 0          |
| M. Sammer      | 11       | 4       | ?           | 0          | 1            | 0            | ?            | 0            | 12       | 4      | ?           | 0          |
| S. Schillaci   | 21       | 6       | ?           | 0          | 2            | 1            | ?            | 0            | 23       | 7      | ?           | 0          |
| R. Sosa        | 28       | 20      | ?           | 0          | 5            | 2            | ?            | 0            | 33       | 22     | ?           | 0          |
| M. Taccola     | 6        | 0       | ?           | 0          | 0            | 0            | 0            | 0            | 6        | 0      | 0+          | 0          |
| P. Tramezzani  | 13       | 0       | ?           | 0          | 2            | 0            | ?            | 0            | 15       | 0      | ?           | 0          |
| S. Veronese    | 1        | 0       | ?           | 0          | 0            | 0            | 0            | 0            | 1        | 0      | 0+          | 0          |
| W. Zenga       | 29       | -26     | ?           | 1          | 5            | -8           | ?            | 0            | 34       | -34    | ?           | 1          |